# Carlos Fernandes (football, 1979)
Pour les articles homonymes, voir Carlos Fernandes (homonymie).
Carlos Alberto Fernandes (né le 18 décembre 1979 à Luanda) est un footballeur angolais qui évolue au poste de gardien de but avec le club de Moreirense Futebol Clube. 

## Carrière
- 1997-1998 : Atlético Clube da Malveira ( Portugal)
- 1998-2001 : União Desportiva Vilafranquense ( Portugal)
- 2001-2002 : Sporting Clube Campomaiorense ( Portugal)
- 2002-2003 : Amora Football Club ( Portugal)
- 2003-2004 : Futebol Clube Felgueiras ( Portugal)
- 2004-2005 : Boavista Football Club ( Portugal)
- 2005-2007 : FC Steaua Bucarest ( Roumanie)
- 2007-2008 : Boavista Football Club ( Portugal)
- 2008-2010 : Foolad Ahvaz ( Iran)
- 2009-2010 : Rio Ave Futebol Clube ( Portugal)
- 2010-2012 : Buca Spor Kulübü ( Turquie)
- 2012-2013 : CD Feirense ( Portugal)
- 2013-201. : Moreirense Futebol Clube ( Portugal)